# Посу-Фунду
Посу-Фунду (порт. Poço Fundo) — муниципалитет в Бразилии, входит в штат Минас-Жерайс. Составная часть мезорегиона Юг и юго-запад штата Минас-Жерайс. Входит в экономико-статистический микрорегион Алфенас. Население составляет 16 132 человека на 2006 год. Занимает площадь 474,228 км². Плотность населения — 34,0 чел./км².
Праздник города — 2 апреля.

## История
Город основан 7 сентября 1923 года. 

## Статистика
- Валовой внутренний продукт на 2003 год составляет 58 246 916,00 реалов (данные: Бразильский институт географии и статистики).
- Валовой внутренний продукт на душу населения на 2003 год составляет 3714,49 реалов (данные: Бразильский институт географии и статистики).
- Индекс развития человеческого потенциала на 2000 год составляет 0,774 (данные: Программа развития ООН).

## География
Климат местности: тропический умеренный. В соответствии с классификацией Кёппена, климат относится к категории C.

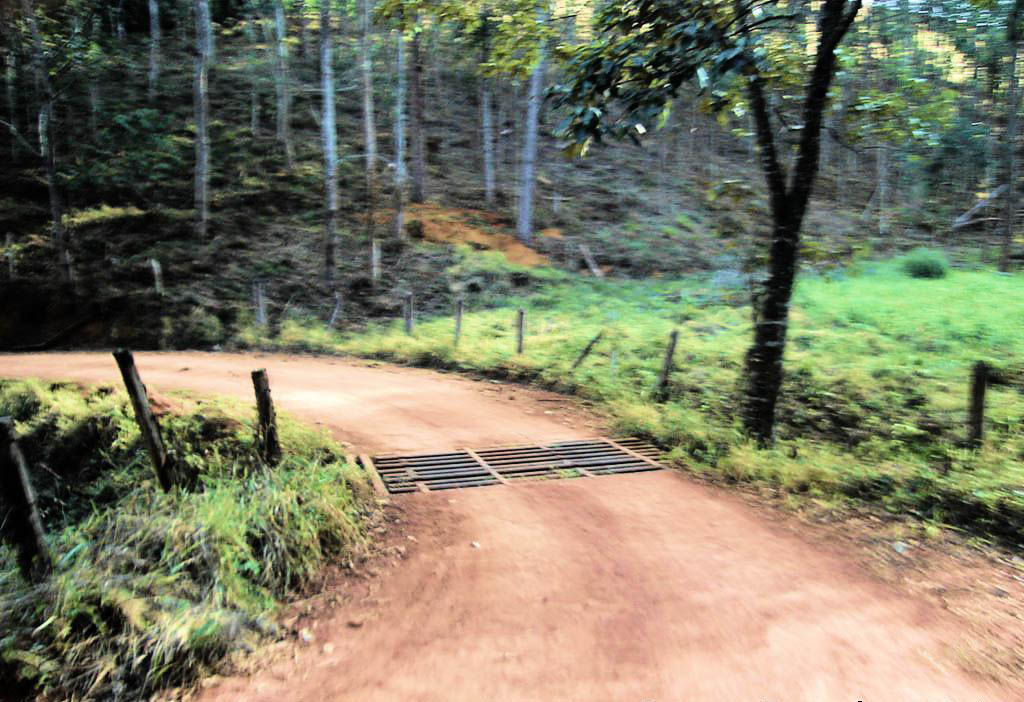

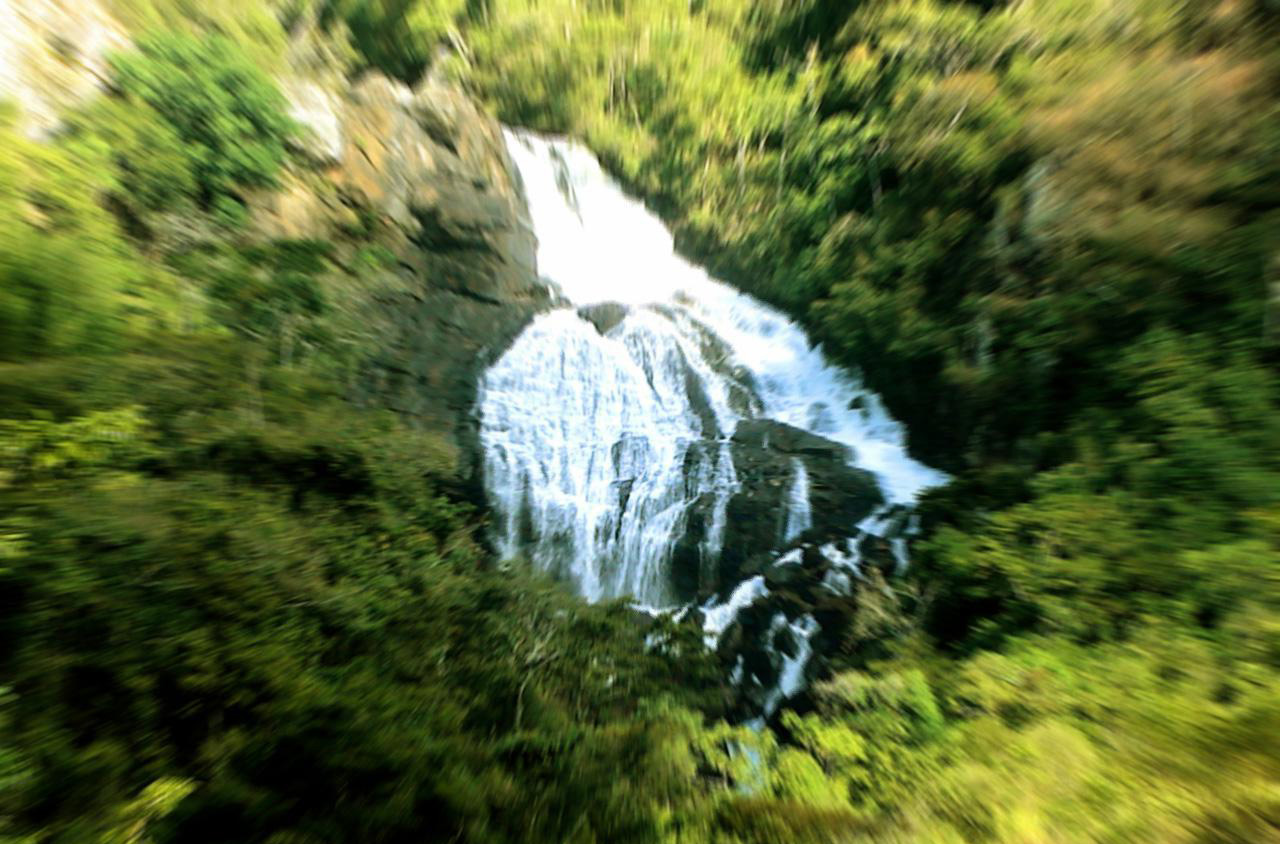